# 静岡県道419号愛鷹インター線
静岡県道419号愛鷹インター線（しずおかけんどう419ごう あしたかインターせん）は、静岡県沼津市東椎路内を通る県道である。

## 概要
沼津市道0105号線の一部を県道として認定したものである。

### 路線データ
- 総延長：2093.0 m
- 起点：静岡県沼津市東椎路字春ノ木533-2（国道1号交点）
- 終点：静岡県沼津市東椎路字中尾1595-2（国道1号東駿河湾環状道路仮称：愛鷹IC）
- 重要な経過地：なし

## 歴史
- 2023年（令和5年）4月4日 : 路線認定[1]。
- 2024年（令和6年）4月1日：区域決定[2]。これに伴い、当区域指定がされた沼津市道0105号線の一部が県道愛鷹インター線に路線名が変更となり沼津市から静岡県沼津土木事務所に移管[3]。
- 2025年（令和7年）3月25日：供用開始[4]

## 路線状況

### 管理者
- 静岡県沼津土木事務所

## 地理

### 通過する自治体
- 静岡県沼津市

### 交差する道路
- 国道1号（現道）
- 静岡県道22号三島富士線
- 国道1号東駿河湾環状道路愛鷹IC